# Estación de Dübendorf
La estación de Dübendorf es una estación ferroviaria de la comuna suiza de Dübendorf, en el Cantón de Zúrich.

## Historia y Situación
La estación se encuentra ubicada en la zona norte del núcleo urbano de Dübendorf, y fue inaugurada en 1856 con la apertura del tramo Wallisellen - Uster de la línea Wallisellen - Rapperswil. Cuenta con dos andenes, uno lateral y otro central, por los que pasan tres vías, a las que hay que sumar otra vía pasante, lo que totaliza cuatro vías pasantes en la estación.
En términos ferroviarios, la estación se sitúa en la línea Wallisellen - Uster - Wetzikon - Rapperswil, más conocida como Glatthalbahn. Sus dependencias ferroviarias colaterales son la estación de Wallisellen, donde se inicia la línea y la estación de Schwerzenbach en dirección Rapperswil.

## Servicios ferroviarios
Los servicios ferroviarios de esta estación están prestados por SBB-CFF-FFS:

### S-Bahn Zúrich
La estación está integrada dentro de la red de trenes de cercanías S-Bahn Zúrich, y en la que efectúan parada los trenes de varias líneas pertenecientes a S-Bahn Zúrich:
- S 9 Schaffhausen – Rafz – Zúrich HB – Stettbach – Uster
- S 14 Affoltern am Albis – Altstetten – Zúrich HB – Oerlikon – Wallisellen – Hinwil
- S N5 Bülach – Zúrich HB – Uster - Rapperswil – Pfäffikon SZ